# Хоуп, Уильям
Уильям «Билл» Хоуп (англ. William Hope, род. 2 марта 1955 год, Монреаль, Квебек, Канада) — канадский актёр театра, кино и телевидения, наиболее известен по роли лейтенанта Уильяма Гормана в фантастическом фильме «Чужие» (1986).

## Биография
Уильям Хоуп родился 2 марта в 1955 году в Монреале (Канада), учился в Национальном молодёжном театре и в Королевской академии драматического искусства (RADA) в Лондоне. После окончания института работал почти непрерывно в театре в течение следующих семи лет. В середине 80-х он был приглашён на главную роль в фильме Стэнли Кубрика «Цельнометаллическая оболочка», но отказался от съёмок в пользу роли лейтенанта Гормана в фильме Джеймса Кэмерона «Чужие» (1986).
Уильям Хоуп приходится старшим братом актёру Барклею Хоупу

## Фильмография
- 1983 — Лорды дисциплины / Lords of Discipline — Senior
- 1984 — Кружева (ТВ) / Lace — Фрэнсис
- 1985 —  / Behind Enemy Lines (TV) — лейтенант Майкл Тёрнер
- 1986 — Чужие / Aliens — лейтенант Уильям Горман
- 1986 —  / The Last Days of Patton (TV) — MP Philip
- 1987 —  / Going Home — лейтенант Ансон
- 1988 — Восставший из ада 2 / Hellbound: Hellraiser II — Кайл МакРе
- 1989 — Собиратели ракушек (ТВ) / The Shell Seekers — молодой Ричард
- 1992 — Свет во тьме / Shining Through — Kernohan
- 1993 —  / Dropping the Baby — Гарри
- 1994 — Спасти детей (ТВ) / To Save the Children — Дуэйн Бартон
- 1996 —  / The Vanishing Man (TV) — Kyle Jacob
- 1997 — Святой / The Saint — State Department Official
- 1998 —  / McLibel — Guardian Newspapers Representative
- 2000 —  / Obedience — доктор Нортон
- 2000 — (мультфильм) / Animated Epics: Moby Dick (TV) — Peter Coffin / Flask
- 2001 — Меч чести (ТВ) / Sword of Honour — генерал Клейтон
- 2002 —  / Fields of Gold (TV) — Nick Venner
- 2002 — Три икса / xXx — агент Роджер Доннан
- 2003 —  / Cockroach Blue — Flush Head
- 2003 —  / Never Say Never Mind: The Swedish Bikini Team — Bill Mason
- 2003 —  / Labyrinth — Роберт Фиск
- 2004 — Би-би-си: Дюнкерк (ТВ) / Dunkirk — Cdr J Clouston RN
- 2004 — Небесный Капитан и мир будущего / Sky Captain and the World of Tomorrow — American Broadcaster
- 2005 —  / Viva Liberty! — майор Винчестер
- 2005 — Предельная глубина / Submerged — агент Флетчер
- 2005 — Наводчик / The Marksman — Джонатан Тензор
- 2005 — BBC: Древний Египет. Великое открытие (ТВ) / Egypt — Теодор Дэвис
- 2006 —  / The Eagle Falls (TV) — Col. Kyle
- 2006 — Мститель (ТВ) / Avenger — Стивен Эдмондс
- 2006 — Освободите Джимми (мультфильм) / Slipp Jimmy fri — Харви
- 2006 — Детонатор / The Detonator — Майкл Шепард
- 2006 — Внутри Башен-Близнецов / 9/11: The Twin Towers — Гарри Рамос
- 2007 — Эскорт для дам / The Walker — Mungo Tenant
- 2007 —  / Trade Routes — Richter
- 2007 — Мумии: Секреты фараонов 3D / Mummies: Secrets of the Pharaohs — Charles Wilbour
- 2007 — Приключения пса / Finding Rin Tin Tin — Major Snickens
- 2008 — Тёмные этажи / Dark Floors — Джон
- 2009 — Цель — Луна (ТВ) / Moon Shot — психолог
- 2009 — Шерлок Холмс / Sherlock Holmes — американский посол Джон Стандиш
- 2010 —  / Legacy — Mark Star
- 2010 — Стукачка / The Whistleblower — Джон Блэкли
- 2011 — Холодный взрыв / Cold Fusion — Уиллис
- 2011 — Первый мститель / Captain America: The First Avenger — SHIELD Lieutenant
- 2011 — Леди / The Lady — Джеймс Бейкер
- 2012 — Мрачные тени / Dark Shadows — шериф
- 2012 — Пауки 3D / Spiders 3D — Col. Jenkins
- 2012 — Стеклянный дом / The Glass House — Carl Lutz